# Thomas H. Kunz
Pour les articles homonymes, voir Kunz.
Thomas H. Kunz est un chiroptérologue américain né le 11 juin 1938 à Independence, dans le Missouri, et mort du Covid-19 le 13 avril 2020 à Dedham, dans le Massachusetts. Docteur de l'université du Kansas en 1971, il enseigne à l'université de Boston à compter de cette même année. Il est un pionnier de l'aéroécologie.